# Castanopsis kweichowensis
Castanopsis kweichowensis là một loài thực vật có hoa trong họ Fagaceae. Loài này được Hu mô tả khoa học đầu tiên năm 1949.